# Códice Wallerstein

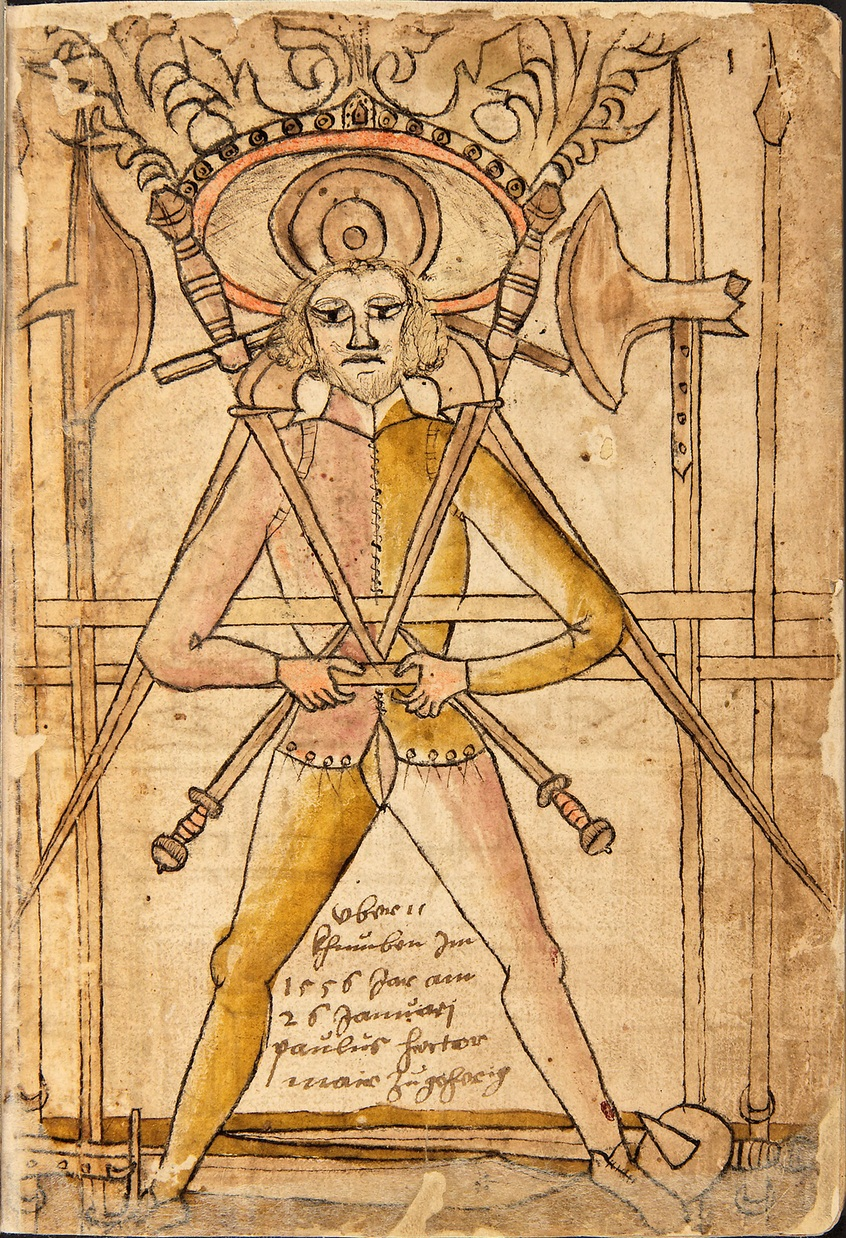
Primera página del manual.

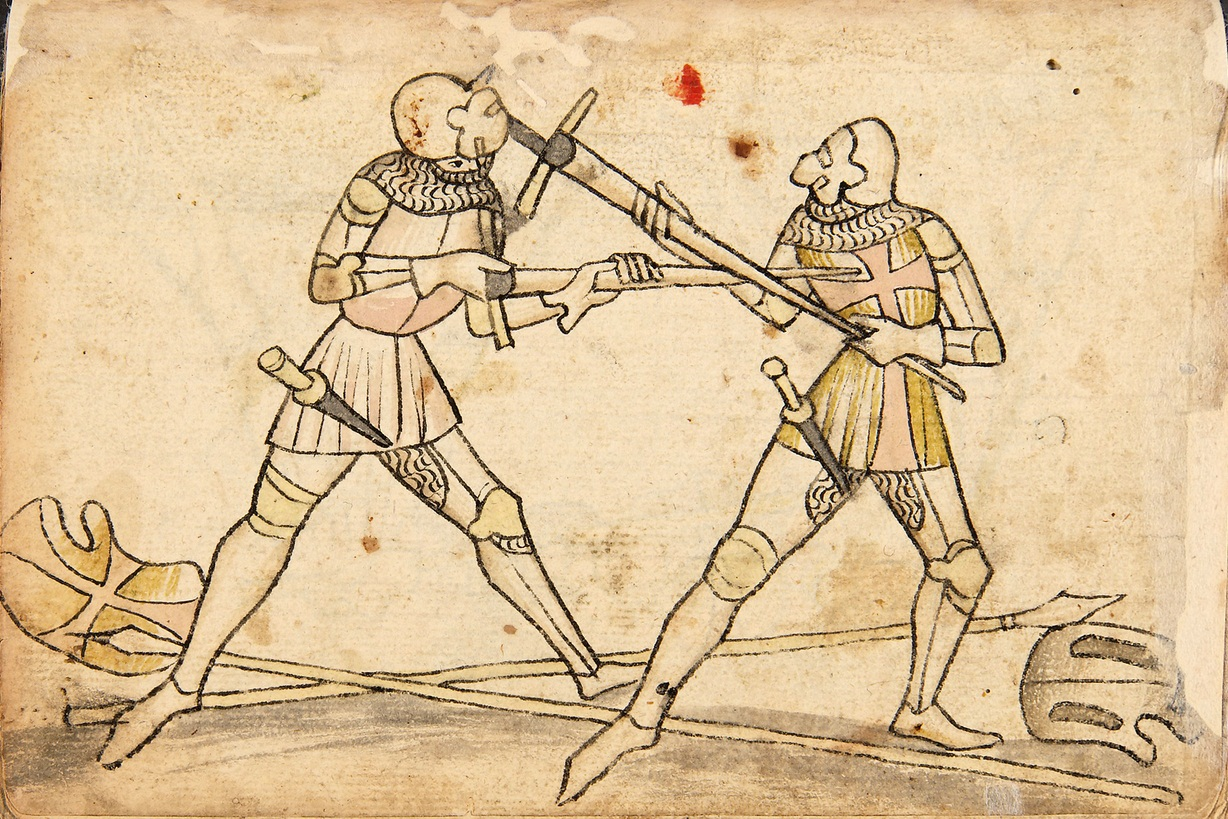
Ilustración de la técnica de la media espada (izquierda) y la técnica mordhau (lámina 214)

El Códice Wallerstein o  codex Wallerstein (Biblioteca de la Universidad de Augsburgo) es un manual de combate o manual de artes marciales (fechtbuch, en idioma alemán) manuscrito original del siglo XVI. El título Vom Baumans Fechtbuch aparece en la primera página del manuscrito y la fecha de 1549. En 1556 el códice llegó a manos de Paulus Hector Mair, quien se dedicó al estudio y al desarrollo de las artes marciales occidentales. Consta de 221 páginas en las que se ilustran técnicas de combate con espadas largas, lanzas, puñales, dagas y otro tipo de armas blancas de pelea, con armadura o sin ella, así como las técnicas de agarre del adversario propias de estos combates.
El manuscrito está formado por tres partes, cada una con diferente estilo de ilustración. La primera parte trata de las armas propiamente dichas. La segunda, de las técnicas de lucha y agarre, y la tercera se refiere al combate con armadura, el manejo de las armas en el caso y las técnicas de agarre en esa circunstancia.
Las espadas que se muestran en el tratado son predominantemente de tipo largo (longsword, en inglés). El estilo de pelea es principalmente el preconizado por el maestro de esgrima Johannes Liechtenauer en el siglo XVI, pero también muestra técnicas relacionadas con la tradición de Fiore Furlano de'i Liberi, quien fue un experto esgrimista italiano del siglo XIV.
La primera parte del manuscrito se considera estrechamente vinculada con el famoso manual de combate de Alberto Durero de 1512. Una nota en el folio 56v señala que la parte segunda es posterior a la parte primera y la tercera parte del manuscrito es posiblemente la más antigua, datada en el siglo XV, con ilustraciones de Michael Baumann, conocido por los registros de la biblioteca de la Universidad de Augsburgo como un mercenario profesional. Este orden confuso de las partes constitutivas del manuscrito es posiblemente el resultado de una encuadernación de la obra ulterior, en el siglo XVI.